# André Desvallées
André Desvallées (Gouville-sur-Mer, 1931 – 5 de junho de 2024) foi um museólogo francês e Conservador Geral Honorário do Patrimônio. Durante 18 anos, de 1959 a 1977, foi assistente de Georges Henri Rivière, considerado o “pai da museologia francesa”. Tem um papel de destaque no desenvolvimento desta disciplina, e na criação e definição de vários conceitos, incluindo o de “Nova Museologia". Membro ativo do Comitê Internacional de Museologia, o ICOFOM, ele é o autor de uma centena de livros e artigos nas áreas da Etnologia e da Museologia.

## Biografia
André Desvallées nasceu em Gouville-sur-Mer, na Normandia, em 1931. Mudou-se para a região dos subúrbios de Paris para cursar a escola secundária no Liceu Pasteur, em Neuilly-sur-Seine. Sua primeira vocação foi o cinema: ele desenvolveu o exame de admissão ao Instituto de Estudos de Cinema Avançados, o IDHEC, atualmente Le Femis, um acrônimo correspondente à sua antiga denominação Fondation européenne des métiers de l'image et du son (Fundação Europeia de Ofícios da Imagem e do Som) e tornou-se redator do Centro de Cinema (CNC), cargo que exerceu durante oito meses. Foi nessa época que conheceu o futuro diretor e produtor de televisão Michel Subiela e, alguns anos mais tarde, Bernard Chardère, o fundador da revista Positif, na qual foi colaborador em 1953. Ele então mudou-se para o Marrocos, onde começou uma carreira em museus, incluindo o Museu de Artes e Tradições Populares de Rabat. Cumpriu seu serviço militar na Argélia, em Oran, de 1956 a 1958, e retornou à França uma vez que seu serviço foi realizado.
Após seu retorno à França, Desvallées foi contratado por Georges Henri Rivière, considerado o “pai da museologia” francês, fundador do Museu Nacional de Artes e Tradições Populares (MNATP), em Paris, e Diretor do Conselho Internacional de Museus (ICOM) de 1946 a 1962. Rivière confiou a Desvallées a coordenação da concepção museográfica do MNATP e a direção do serviço de museologia da instituição, cargo que exerceu de 1959 a 1977. Durante sua gestão, foi responsável pelo programa de exposições temporárias e pelas três salas de exposições permanentes, onde foi implantada a galeria de estudo, em 1972, e três anos mais tarde, a galeria cultural. À época de sua inauguração, o Museu Nacional de Artes e Tradições Populares foi considerado um dos mais inovadores do mundo.
Desvallées escreveu vários artigos e publicações sobre etnologia, o que acabou conduzindo-o ao cargo de Inspetor-Geral de Museus Classificados e Controlados, encarregado dos museus regionais de etnografia. Nesse contexto, no momento em que se desenvolviam os primeiros ecomuseus e centros de cultura científica e técnica, ele implementou, no seio da Direction des musées de France, um setor experimental de ajuda à essas novas formas de museus. De 1984 a 1987, ele foi apontado para o Conservatório Nacional de Artes e Ofícios, com a função de dirigir o Museu Nacional das Técnicas, hoje Museu de Artes e Ofícios. Tornou-se assessor especial do diretor do Musées de France (como também é chamado o Service des musées de France, antiga Direction de musées de France, órgão do Ministério da Cultura francês). Em seguida, retornou como consultor do Museu Nacional de Artes e Tradições Populares, atuando ao lado do seu novo diretor, Michel Colardelle. Manteve essa posição até a sua aposentadoria, em 1997.
Paralelamente às suas atividades, André Desvalées ocupou vários cargos em diversas associações de patrimônio e pesquisa, incluindo a Sociedade de História de Nanterre, a Sociedade de Etnologia Francesa, a Associação Geral dos Conservadores de Museus e Coleções Públicas, a Federação Francesa dos Amigos dos Moinhos, entre outras. A partir de 1978, passou a dar aulas na École du Louvre (Escola do Louvre), onde iniciou um curso sobre o patrimônio técnico e industrial. Em seguida, lecionou em dois outros cursos: museologia na natureza e linguagem das exposições.
Morou em Nanterre (Hauts-de-Seine) desde 1970, onde foi vereador de 1971 a 1989.
André morreu no dia 5 de junho de 2024.

## Pontos de vista sobre a museologia
André Desvallées tornou-se membro do Conselho Internacional de Museus (ICOM), a partir de 1966. Essa associação profissional internacional, estruturada nos comitês nacionais (ele foi membro do escritório do comitê francês de 1981 a 1995), é igualmente organizada em comitês internacionais, divididos a partir de temáticas de pesquisa e interesses diversos. Desvallées tornou-se membro do Comitê Internacional de Museologia (ICOFOM) em 1980, três anos após a sua fundação. Ele foi secretário, de 1980 a 1983, quando passou a exercer o cargo de Vice-Presidente, de 1983 a 1998. No ano de 2001, foi nomeado conselheiro permanente. Neste contexto, tornou-se responsável pelo comitê editorial do Study Series (ISS), a partir de 2007, e membro do conselho editorial da revista científica Publics et Musées, atualmente Culture et Musées. Sua fama logo tornou-se internacional, o que o fez desenvolver o gosto pelas viagens, sendo regularmente convidado a dar palestras no exterior.
Segundo Bernard Deloche, alguns princípios característicos estruturam o pensamento de Desvalées: o vernacular, particular a um país, nação ou região, e a técnica, ou a valorização do cotidiano e do utilitário, que se vê em todos os museus onde atuou; a relação com o objeto e a necessidade de pensá-lo a partir de seu contexto; uma visão concreta do público, que se impõe sobre as coleções; e finalmente, a prioridade dada ao outro e à diferença. Estes princípios são relacionados à abordagem etnológica que ele implementa por meio das exposições que desenvolveu e dos muitos artigos que escreveu ao longo de sua carreira.

## Nova museologia
Estreitamente ligado ao desenvolvimento de novas formas experimentais de museus, e apoiado por Georges Henri Rivière e Hugues de Varine Bohan, diretor do ICOM, Desvallées conseguiu, no seio da Direction des musées des France, um fundo para apoiar novas experiências de museus, como por exemplo o Écomusée du Creusot Montceau-les-Mines, que obteve reconhecimento internacional. É nesse contexto, e a fim de discutir essas experiências, que ele utiliza pela primeira vez, em 1981, o termo “Nova Museologia”, num artigo para a Enciclopédia Universalis. Esse conceito foi amplamente utilizado por todos os profissionais que se reconheceram através dessas novas experiências, visando colocar o humano no centro do dispositivo museal, relegando a coleção a um segundo plano, e ressaltando a visão de comprometimento do trabalho do museu em prol da sociedade e do seu desenvolvimento. Assim nasceu a associação Museologia Nova e Experimentação Social (MNES), criada em 1982, e o Movimento Internacional pela Nova Museologia (MINOM), fundado por Pierre Mayrand em 1984, do qual Desvallées foi um dos membros fundadores.
Desvallées publicou inúmeros artigos sobre a Nova Museologia e os ecomuseus, mas o destaque fica por conta da antologia Vagues: une anthologie de la nouvelle muséologie, que ele escreveu entre 1992 e 1994, com a colaboração de Marie-Odile de Bary e de François Wasserman, uma das referências mais citadas em trabalhos sobre o assunto.

## Desenvolvimento da museologia
A Nova Museologia é um momento importante na história do campo museal, no qual Desvallées tem um longo percurso, que atravessa sua história, sua teoria e sua definição sobre os conceitos que o regem. Foi durante a concepção da galeria cultural do MNATP que ele se interessou progressivamente pelos conceitos teóricos subjacentes à prática museográfica. Fortemente influenciado por Duncan Cameron, especialmente pelo seu artigo Un point de vue, le musée comme système de communication, ele utiliza os princípios da lógica comunicacional para projetar, juntamente com Rivière, a museografia das galerias do MNATP. É sob esse contexto que ele desenvolve o conceito de “expôt”, a fim de traduzir o termo “exhibit” utilizado por Cameron, para definir a unidade do material utilizado numa exposição. É igualmente sob o mesmo contexto de pesquisa, ligado aos ecomuseus, que ele implementa nas galerias a apresentação das unidades ecológicas tal como concebido por Rivière, “modelo que restaura os objetos (coisas reais – vraie chose) em seu novo contexto”.
Esse trabalho de definição dos conceitos (incluindo todos os vocabulários de exposição) e também um trabalho profundo sobre a história da instituição museal como um todo, levou-o a assumir, a partir de 1993, no seio do ICOFOM, a redação de um thesaurus (tesauro) de museologia para o qual ele publicou vários artigos preparatórios. Foi convidado por François Mairesse, em 2000, a redigir um primeiro conjunto de textos, e em 2007, publicaram juntos o livro Vers une redéfinition du musée ?. Em seguida veio Les concepts clés de la muséologie (Conceitos-chave de museologia), em 2010, posteriormente traduzido para uma dezena de idiomas. Em 2011, publicaram o Dictionnaire encyclopédique de muséologie.

## A expografia
Entre os termos criados e conceituados por Desvallées para o campo museal, destaca-se a “expografia”. Em 1993, em seu Manuel de Muséographie: petit guide à l’usage des responsables de musée (Manual de Museografia: guia prático para gestores de museus), ele cria um complemento ao termo museografia, segmentando ainda mais a especialização do profissional responsável pelo espaço do museu, apresentando o termo expografia: exposição + descrição (POLO, 2006, p.11). Nesse sentido, a expografia passa a ser compreendida como a técnica da “escrita da exposição” (BAUER, 2014). Esta depende de pesquisa e conceituação para se desenvolver de forma a comunicar uma mensagem e estabelecer um elo com o público. Difere da cenografia na medida em que não se preocupa apenas com a forma, mas também com o conteúdo. Sendo a museografia todo o conjunto de práticas museais, a expografia, de forma simplificada, se refere ao conjunto específico de técnicas desenvolvidas para conceber e executar uma exposição museológica. 

## Influências
André Desvallées teve duas influências preponderantes em sua carreira: Georges Henri Rivière e Hugues de Varine. Ambos marcaram época se dedicando ao desenvolvimento das ideias sobre os ecomuseus e à trajetória construtiva dessa nova forma de museu, com foco no social e no patrimônio material e imaterial das comunidades nas quais se desenvolveram. Rivière acompanhou Desvallées por longos anos, marcando sua influência também no tocante ao modus operandi das práticas museais no MNATP e, posteriormente, em sua atuação com os ecomuseus. Varine, criador do termo “ecomuseu”, influenciou Desvallées no sentido de desenvolver esse conceito, o qual rompeu com os padrões tradicionais e direcionou o campo museológico para o movimento da “Nova Museologia”.

## Autores influenciados
Além das influências conceituais a partir do projeto de Terminologia no ICOFOM, Desvallées influenciou toda uma geração de profissionais voltados para a prática ecomuseal na França, tendo o seu pensamento sobre a museologia (nova) originado a criação da associação Muséologie nouvelle et expérimentation sociale (MNES) na qual figuravam museólogos tais como Marie-Odile de Barry, Françoise Wasserman, Alexandre Delarge, Sylvie Douce de la Salles e Joëlle Le Marec.

## Obras
- Desvallées A. et Lecotte R., Métiers de traditions. Paris, Braun-Crédit Lyonnais, 1966, 188 p.
- Chapelot J. et Desvallées A., Potiers de Saintonge. Catalogue de l’exposition du Musée national des Arts et traditions populaires. Paris, Rmn, 1973.
- Desvallées A. Musée national des Arts et traditions populaires. Petits guides des grands musées. Paris, Rmn, 1975, 19 p.
- Desvallées A. et Rivière G. H.., Arts populaires des Pays de France, t.1: Matières, techniques et formes. Paris, J. Cuénot, 1975, 207 p.
- Desvallées A., L'Aubrac, tome 6.1, Ethnologie contemporaine, IV, Technique et langage. Les Burons, p. 15-18: "Introduction générale", p. 25-308, ill.: Estivage bovin et fabrication du fromage sur la montagne. Paris, CNRS, 1979.
- Desvallées A., Contribution au Projet de développement des musées. Rennes, MHS et MNES, 1991, 34 p.
- Desvallées A., de Bary M.-O., Wasserman, Vagues, Une anthologie de la Nouvelle muséologie. Macon et Savigny-le-Temple, W et Mnes, 2 vols.: t.1, 1992, 533 p., t.2, 1994, 275 p.
- Mairesse F., Desvallées A., Vers une redéfinition du musée. Paris, L’Harmattan, 2007, 227 p.
- Desvallées A., Quai Branly: un miroir aux alouettes? À propos d’ethnographie et d’« arts premiers ». Paris, L’Harmattan, 2008, 198 p.
- (en) Davis Ann, Mairesse François, Desvallées André, 2010, What is a Museum?, Munich, Verlag D.C. Müller-Straten, 218 p.
- Desvallées André, Mairesse François (dir.), 2010, Concepts clés de muséologie, Paris, Armand Colin et ICOM, 87 p. Disponible sur le site Internet de l’ICOM (www.icom.museum)
- Desvallées A., Mairesse F., Dictionnaire encyclopédique de muséologie. Paris, Armand Colin, 2011, 723 p.